# Hans Hedtoft
Hans Hedtoft (Aarhus, 21 aprile 1903 – Stoccolma, 29 gennaio 1955) è stato un politico danese, primo ministro della Danimarca dal 13 novembre 1947 al 30 ottobre 1950 e dal 30 settembre 1953 al 29 gennaio 1955.
Nel 1939 era riuscito ad ottenere la leadership dei Socialdemocratici ai danni di Thorvald Stauning ma venne costretto a dimettersi in seguito all'occupazione nazista della Danimarca.